# Francisco de Saldanha da Gama
Francisco de Saldanha da Gama (ur. 20 maja 1713 w Lizbonie, zm. 1 listopada 1776 tamże) – portugalski kardynał, patriarcha Lizbony.

## Życiorys
Był siedemnastym dzieckiem wicekróla Indii, João de Saldanha da Gamy i Joany Bernarda de Noronha e Lancastre. W młodości studiował prawo kanoniczne w Coimbrze i uzyskał tytuł doktora. W 1739 przyjął święcenia kapłańskie. W latach 50. został obserwatorem i reformatorem zakonu jezuitów w Portugalii, a także we wschodnich i zachodnich Indiach. Dzięki temu, 5 kwietnia 1756 został kreowany kardynałem diakonem. Biret został mu przekazany przez Andreę Corsiniego w Lizbonie, jednak Saldanha da Gama nigdy nie przyjechał do Rzymu i nie otrzymał kościoła tytularnego.
W 1758 roku na prośbę pierwszego ministra Portugalii, markiza de Pombala, papież Benedykt XIV wydał bullę In specula supremae dignitatis, w której umożliwił kardynałowi da Gamie dogłębne zbadanie zarzutów wobec jezuitów, którzy mieli łamać reguły zakonne. Zarzuty przeciw jezuitom wystosował król Józef I, a działania kardynała spowodowały późniejszą nominację na patriarchę. 29 maja 1758 został wybrany patriarchą Lizbony i jednocześnie podniesiony do rangi kardynała prezbitera. Sakrę biskupią przyjął 5 sierpnia tego samego roku. W październiku 1759 dokonał duszpasterskiej delegalizacji zakonu jezuitów, co doprowadziło w konsekwencji do zerwania stosunków dyplomatycznych pomiędzy Portugalią a Stolicą Apostolską. W 1760 został członkiem Portugalskiej Rady Państwa, a wkrótce potem wielkim kapelanem i jałmużnikiem.
Nie uczestniczył w żadnym konklawe za swojego życia. Zmarł w wyniku puchliny wodnej klatki piersiowej.